# Plan de manejo ambiental
Se denomina plan de manejo ambiental al documento que, de manera detallada, establece las acciones necesarias para prevenir, mitigar, controlar, compensar y corregir los posibles efectos o impactos ambientales negativos causados en el desarrollo de un proyecto, obra o actividad; incluye también los planes de seguimiento, evaluación y monitoreo, y los de contingencia. El contenido del plan puede estar reglamentado de manera diferente en cada país.
El plan operativo contempla la ejecución de prácticas ambientales y otras con el fin de cumplir la legislación ambiental y garantizar que se alcancen los estándares establecidos.

## Plan de mitigación
Conjunto de medidas y obras a implementar antes de la ocurrencia de un desastre, con el fin de disminuir el impacto sobre los componentes de los sistemas. OPS
Un plan de mitigación, también es llamado plan de riesgos o plan de respuesta a los riesgos, es un documento que registra el parecido de los eventos riesgosos que sucederán en un proyecto y reduce el impacto de dichos eventos si llegaran a suceder. Se desarrollan opciones y acciones en un plan de mitigación para mejorar las oportunidades del proyecto y también las amenazas a los objetivos del proyecto se reducen a "por debajo de un umbral aceptable".
Ejemplo de ello es la situación que se presentó en México a fines del mes de abril del 2009 se identificó lo que los virólogos en México consideraron el caso cero, en un niño de ocho años, en una pequeña comunidad cerca de la ciudad de Perote, en el estado de Veracruz; ese niño sobrevivió a la infección y el diagnóstico se hizo retrospectivamente. En vista de que al mismo tiempo hubo numerosos casos de enfermedades respiratorias graves, en la primera semana de mayo las autoridades sanitarias impusieron la contingencia sanitaria en nivel 5 con las medidas estrictamente necesarias, para limitar la diseminación y reducir la inminente epidemia de influenza, medidas que tuvieron el resultado deseado; sin embargo, hasta ahora no se ha eliminado el virus A/H1N1 y el riesgo de recidiva continúa.

## Plan de ordenamiento ambiental
Documento teórico y operativo que determina las acciones que deben adelantarse en un espacio determinado, para garantizar el uso sostenible de los recursos naturales y el mejoramiento de la calidad de la vida de las poblaciones humanas que lo habitan. 
Ejemplo: Siembra de árboles a los lados de los cauces de agua, etc.

## Planificación y manejo de las cuencas hidrográficas
El uso del agua y el de la tierra están interrelacionados. Es probable que las decisiones sobre el uso del agua en una parte de la cuenca hidrográfica, presenten oportunidades y limitaciones para los usuarios en otra parte. Estas circunstancias constituyen un argumento a favor de la planificación integrada a nivel de cuenca hidrográfica, a fin de asegurar que no se comprometa excesivamente el agua de una cuenca determinada, que los usuarios del agua río arriba no priven de oportunidades a los de río abajo, que los proyectos cumplan con sus propósitos, y que el tipo y cantidad de crecimiento, mantengan un equilibrio con los recursos hidráulicos. Existen las herramientas y el conocimiento técnico necesarios para lograr dicha planificación y manejo; las dificultades son, generalmente, institucionales. Los recursos hídricos no respetan las fronteras políticas, por lo que es necesaria una institución con suficiente capacidad y poder como para influir en las decisiones sobre el uso de la tierra y del agua en múltiples jurisdicciones. Esto, con frecuencia, requiere una voluntad recíproca por parte de dichas jurisdicciones, a subordinar su autoridad a la institución de la cuenca hidrográfica. En los proyectos que dependen de la planificación y el manejo a nivel de cuenca hidrográfica, los equipos de evaluación ambiental deben analizar cuidadosamente la estructura institucional, las necesidades de su fortalecimiento, y si es o no, políticamente positivo, anticipar el éxito en el esfuerzo.